# Johann Christoph Blumhardt
Johann Christoph Blumhardt, född den 16 juli 1805, död den 25 februari 1880, var en tysk luthersk präst. 
Blumhardt var brorson till Christian Gottlieb Blumhardt och far till Christoph Blumhardt.
Blumhardt fick 1838 prästerligt tjänst i Möttlingen nära Calw i Württemberg, och kom under sin själasörjarverksamhet där i kontakt med en flicka, Gottliebin Dittus, som led av hysteri med häftiga utbrott och som tilfrisknade under Blumhardts behandling. 
Detta blev utgångspunkt för en väckelse med fortsatta troshelbrägdagörelser. Då Blumhardt motarbetades på flera sätt, bland annat från kyrkan, flyttade han 1852 sin verksamhet till Bad Boll, där en mängd sjuka samlades. Det var dock inte Blumhardts mening, att Bad Boll bara skulle vare en anstalt för troshelbrägdagörelse utan även ett centrum för Guds rikes förverkligande på jorden. 
Utmärkande för Blumhardts förkunnelse var nämligen hans förkunnelse om Guds rike som något som skall förverkligas på jorden, i det att Gud skulle ta hela tillvaron och mänskligheten i sin tjänst. För detta gudsrikes förverkligande behövdes en "utvald församling" genom syndernas förlåtelse beklädd med den från Kristus utgående kraft, som gjorde dess medlemmar skickade att vara Guds medarbetare i att grunda gudsriket på jorden. Botandet av sjuka var för Blumhardt ett utslag av denna hela livet omgestaltande gudsrikeskraft.
Blumhardt skildras som en samlad, behärskad person utan varje inslag av extas eller svärmeri. Han var universalist, trodde på allas slutliga frälsning.